# Rustige Smurf
Rustige Smurf is een stille Smurfenkleuter, te herkennen aan zijn enigszins omlaag hangende muts en rode T-shirt.
Hij komt zowel voor in de stripserie als in de tekenfilmserie. In de stripserie maakte hij zijn debuut in De Smurfjes. Hij is vaak te zien met de andere Smurfjes Driftige Smurf, Sassette en Natuursmurf. Zijn Nederlandse stemactrice is Beatrijs Sluijter.